# Мейли
Мейли (пол. Mejły) — село в Польщі, у гміні Моньки Монецького повіту Підляського воєводства.
Населення — 76 осіб (2011).
У 1975—1998 роках село належало до Білостоцького воєводства.

## Демографія
Демографічна структура станом на 31 березня 2011 року:
|          | Загалом | Допрацездатний вік | Працездатний вік | Постпрацездатний вік |
| -------- | ------- | ------------------ | ---------------- | -------------------- |
| Чоловіки | 35      | 6                  | 24               | 5                    |
| Жінки    | 41      | 11                 | 20               | 10                   |
| Разом    | 76      | 17                 | 44               | 15                   |